# Navette (Schliffform)

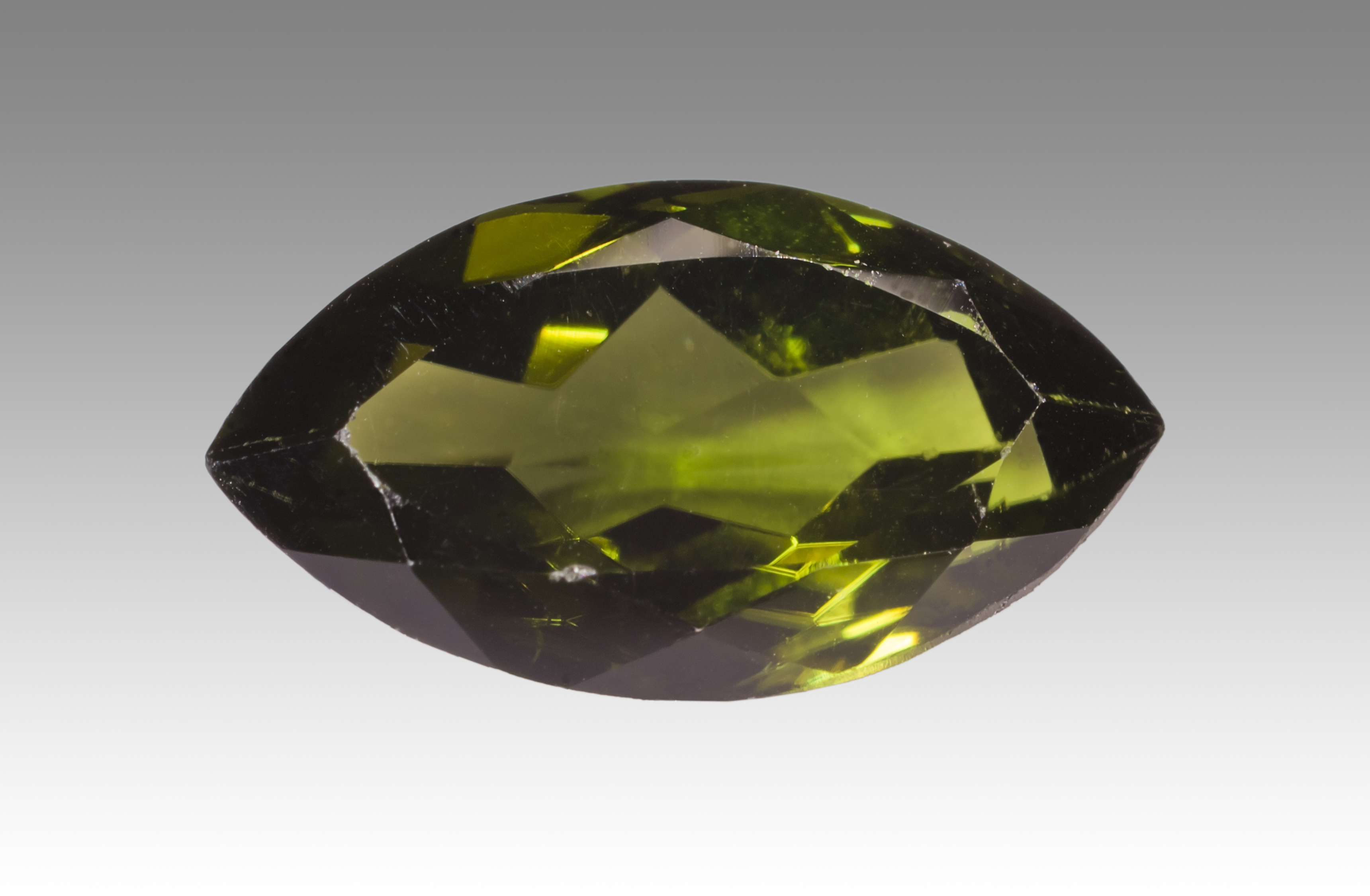
Diopsid-Navette (1,36 ct)

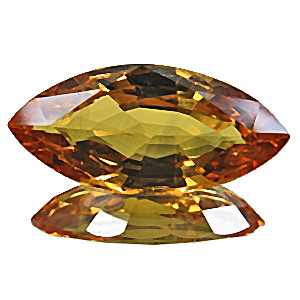
Gelbsaphir-Navette (6,87ct)

Navette (französisch für „Schiffchen“) ist eine aus dem Brillantschliff abgeleitete, längliche Schliffform für Schmucksteine. Die Schliffform der Navette lässt sich als Ellipse mit spitz zulaufenden Enden an den Hauptscheitelpunkten beschreiben. 
Da die Navette der Form nach einem Schiffsrumpf oder Weberschiffchen ähnelt, kennt man sie entsprechend auch unter dem Synonym Schiffchen. Für das französische Synonym Marquise soll die Marquise de Pompadour Patin gestanden haben, die eine große Vorliebe für Zweispitzhüte hatte, die der Navette ebenfalls ähnlich sehen.
Die Grundform der Navette besteht wie der Brillant im Oberteil neben der Tafel aus 32 Facetten und im Unterteil aus 24 Facetten.